# Alex Honnold
Alexander Honnold (født 17. august 1985) er en amerikansk klippeklatrer, der er bedst kendt for soloklatring på store klippeflader. I 2017 formåede han at soloklatre El Capitan, i Yosemite National Park, hvilket bliver betragtet som en af de største atletiske bedrifter nogensinde.
Honnold var den første person, der soloklatrede El Capitan, og han har rekorden for Yosemite Triple Crown (tre klippetoppe i parken) på 18 timer og 50 minutters klatring. Yosemite Triple Crown forbinder Mount Watkins, The Nose og Regular Northwest Face of Half Dome. Han er forfatter (sammen med David Roberts) af erindringsbogen Alone on the Wall (2017) og er omdrejningspunktet i den biografisk dokumentarfilm Free Solo (2018), der vandt en BAFTA og Academy Award.
Honnold har udtalt, at han er inspireret af klatrere som Peter Croft, John Bachar og Tommy Caldwell, og endnu mere af smukke steder som El Capitan.